# ان‌جی‌سی ۶۲۳۹
ان‌جی‌سی ۶۲۳۹ (انگلیسی: NGC 6239) نام یک کهکشان مارپیچی میله‌ای است.